# Axiom (album)
Axiom è il nono album in studio del gruppo musicale britannico Archive, pubblicato nel maggio 2014.

## Tracce
Musiche di Darius Keeler, eccetto dove indicato.
1. Distorted Angels - 3:22 - (testo: Berrier, Griffiths)
2. Axiom - 9:59 - (musica: Keeler, Griffiths)
3. Baptism - 5:02 - (testo: Pen)
4. Transmission Data Terminate - 4:57 - (testo: Berrier, Griffiths, Martin)
5. The Noise of Flames Crashing - 4:16
6. Shiver - 7:32 - (musica: Keeler, Griffiths - testo: Griffiths, Pen, Berrier)
7. Axiom (Reprise) - 4:25

## Formazione
- Darius Keeler - tastiere, sintetizzatori, piano elettrico, arrangiamenti orchestrali, arrangiamenti
- Danny Griffiths - tastiere, campionatori, arrangiamenti
- Pollard Berrier - voce
- Dave Pen - voce, chitarra, percussioni
- Maria Quintile - voce
- Holly Martin - voce
- Steve Harris - chitarra
- Steve "Smiley" Bernard - batteria, percussioni
- Jonathan Noyce - basso